# Колумбија (ледено поље)
Глечер Колумбија (енгл. Columbia Icefield) је глечер циркног типа планинске глацијације у канадском делу Стеновитих планина. Налази се на самом континенталном развођу на граници националних паркова Банф и Џаспер, у канадским провинцијама Британска Колумбија и Алберта. 
Површина леденог поља је око 325 км², дебљина леда креће се између 100 и 365 метара, а просечно се годишње на овај глечер нагомила до 7 метара новог снега. Са леденог поља се креће 8 долинских ледника од којих су дужином и површином највећи Атабаска и Саскачеван.
Глечер је смештен у међупланинској долини окруженој високим планинским врховима: Маунт Андромеда (3.450 м), Маунт Атабаска (3.491), Маунт Брајс (3.507), Маунт Колумбија (3.747), Маунт Кинг Едвард (3.490), Северни (3.684) и Јужни Твин пик (3.566), Сноу Дом (3.456) и Статфилд Пик (3.450).
Из овог глечера истичу реке Атабаска и Северни Саскачеван, као и неке од најважнијих притока реке Колумбије у горњем делу тока. Занимљиво је да све три ове реке припадају различитим сливовима. Атабаска тече ка Северном леденом океану, Саскачеван ка Хадсоновом заливу (односно Атлантском океану), док се Колумбија улива у Пацифик.
Први писани подаци о овом глечеру потичу из 1898. када су британски планинари Џон Норман Коли и Херман Вули савладали оближњи планински врх Маунт Атабаска.